# Ганганагар (округ)
Ганганагар (англ. Sri Ganganagar) — округ в индийском штате Раджастхан. Расположен на севере штата в пустыне Тар. Образован в 30 марта 1949 года. Разделён на 6 подокругов. Административный центр округа — город Ганганагар. Согласно всеиндийской переписи 2001 года население округа составляло 1 788 487 человек. Уровень грамотности взрослого населения составлял 64,84 %, что немного выше среднеиндийского уровня (59,5 %).